# B.Y.O.B.
"B.Y.O.B." ("Bring Your Own Bombs") je prvi singl sastava System of a Down s njihova četvrtog studijskog albuma Mezmerize, objavljen u ožujku 2005. godine, a producenti su Rick Rubin i Daron Malakian. Pjesma je kritika rata u Iraku. 
Pjesma je 2006. godine nagrađena Grammyjem za Najbolju rock izvedbu te se nalazila na 27. mjestu top lista. Videospot za singl je režirao Jake Nava.

## Popis pjesama
1. B.Y.O.B. (radijska verzija) - 4:15
2. B.Y.O.B. - 4:15

## Vanjske poveznice
- Pjesma na službenoj stranici sastava